# Anne Lawson
Anne Lawson est une actrice britannique de télévision. Elle incarne Connie dans la série télévisée Walter and Connie.

## À la télévision (sélection)
- 1962 Walter and Connie série de 39 épisodes : Connie
- 1962 Richard Cœur de Lion (en)
- 1965 : Le Saint (The Saint)
  - Saison 4, épisode 4 Un bon détective (The Smart Detective)
- 1965 Walter and Connie Reporting, série de  39 épisodes : Connie

## Vie privée
Elle épouse l'acteur Alexander Davion (1929 - 2018) en 1965.